# Wilhelm Prinzencreutz
Ludvig Georg Wilhelm Prinzencreutz, född 13 november 1857 i Stockholm, död där 15 oktober 1938, var en svensk väg- och vattenbyggnadsingenjör.
Prinzencreutz studerade vid Teknologiska institutet 1875–1879 och avlade examen för inträde i Väg- och vattenbyggnadskåren 1886. Han blev löjtnant i Väg- och vattenbyggnadskåren 1887, kapten 1895 och major 1902. Han var elev vid Statens järnvägsbyggnader 1878–1879, biträdande ingenjör i norra väg- och vattenbyggnadsdistriktet 1879–1882 och nedre norra väg- och vattenbyggnadsdistriktet 1882–1891, förslagsställare till bland annat väg-, bro-, järnvägs-, flottledsbyggnader och arbetschef vid en mängd dylika arbeten 1891–1897. Han var distriktsingenjör i nedre norra väg- och vattenbyggnadsdistriktet 1897–1902 och distriktschef där 1902–1922 samt verkställande ingenjör vid Orsa–Härjeådalens Järnväg från 1901.